# Александар Берчек
Александар Берчек (Врдник, 4. септембар 1950) српски и југословенски је глумац. Играо је у многим популарним и култним филмским и телевизијским остварењима.

## Биографија
Дипломирао је глуму на Академији за позориште, филм, радио и телевизију. Остварио је улоге у преко 40 филмова и у бројним позоришним представама.
Био је управник Народног позоришта у Београду од 21. јануара 1993. до 10. маја 1997. године, током владавине Социјалистичке партије Србије.
Из првог брака са Светланом има сина Николу и ћерку Милицу, а из другог брака са Аном, ћерку Мину и сина Милоша.

## Награде и признања

### Одликовања
- Сретењски орден другог степена (15. фебруар 2021).[4]

### Глумачке награде
- Награда „Павле Вуисић“ за изузетан допринос уметности глуме на домаћем филму, 2001.
- Нушићева награда за животно дело, 2018.
- Златна арена за улогу Мишка у филму Ко то тамо пева, на Филмском фестивалу у Пули 1980. године
- Гран при Наиса, за најбољу улогу у филму Шешир професора Косте Вујића на Филмским сусретима у Нишу 2012.
- Цар Константин, за најбољу мушку улогу у филму Ко то тамо пева на Филмским сусретима у Нишу 1980.
- Цар Константин, за најбољу мушку улогу у филмовима Нож и Буре барута  на Филмским сусретима у Нишу. 1999.
- Цар Константин, за најбољу мушку улогу у филму Кругови на Филмским сусретима у Нишу 2013.
- Златни беочуг за животно дело за 2012. годину.[5]
- Дрво живота на филмском фестивалу Кустендорф 2018.
- Награда „Александар Лифка” за изузетан допринос европској кинематографији[6]

## Филмографија
| Год.         | Назив                                    | Улога                        |
| ------------ | ---------------------------------------- | ---------------------------- |
| 1970.-те     |                                          |                              |
| 1971.        | Домовина у песмама                       |                              |
| 1971.        | Музички аутомат                          |                              |
| 1972.        | Несахрањени мртваци (ТВ филм)            |                              |
| 1972.        | Пораз (ТВ филм)                          |                              |
| 1972.        | Лица                                     |                              |
| 1972.        | Петак вече                               |                              |
| 1972.        | Драги Антоан                             |                              |
| 1972.        | Први сплитски одред                      | Припадник одреда             |
| 1973.        | Брзе године                              |                              |
| 1973.        | Београд или трамвај а на предња врата    |                              |
| 1973.        | Госпођа Дели има љубавника               |                              |
| 1973.        | Последњи                                 |                              |
| 1974.        | Мистер Долар                             | Новинар                      |
| 1974−1975.   | Отписани                                 | Чиби                         |
| 1974.        | Отписани                                 | Чиби                         |
| 1974.        | Дервиш и смрт                            |                              |
| 1974.        | Димитрије Туцовић (ТВ серија)            |                              |
| 1975.        | Синови                                   | Јанков син                   |
| 1975.        | Фарма                                    | Артур                        |
| 1975.        | Љубичице                                 | Петко, новинар               |
| 1975.        | Хитлер из нашег сокака                   | Заретов син Павле            |
| 1976.        | Морава 76                                | Андрија                      |
| 1976.        | Војникова љубав                          | Петар Живковић               |
| 1976.        | Повратак отписаних                       | Мрки (Чиби)                  |
| 1976.        | Четири дана до смрти                     |                              |
| 1976.        | Грлом у јагоде                           | Ушке                         |
| 1977.        | Хроничан живот                           |                              |
| 1977.        | Специјално васпитање                     | Љупче                        |
| 1977.        | Мирис пољског цвећа                      | Мали                         |
| 1978.        | Квар                                     | Александар                   |
| 1978.        | Ноћ од паучине                           | Затвореник                   |
| 1978.        | Браво маестро                            | Томо                         |
| 1978.        | Отписани ТВ филм                         | Мрки                         |
| 1978.        | Повратак отписаних ТВ серија             | Мрки (Чиби)                  |
| 1979.        | Национална класа                         | Мики Буњуел                  |
| 1980.-те     |                                          |                              |
| 1980.        | Мајстори, мајстори                       | Ђока                         |
| 1980.        | Ко то тамо пева                          | Мишко Крстић                 |
| 1980.        | Которски морнари                         |                              |
| 1980.        | Снови, живот, смрт Филипа Филиповића     | Филип Филиповић              |
| 1981.        | Човек који је појео вука                 |                              |
| 1981.        | Дечко који обећава                       | Слободан Милошевић           |
| 1982.        | 13. јул                                  | италијански војник           |
| 1982.        | Приче из радионице                       |                              |
| 1982.        | Венеријанска раја                        | Саша                         |
| 1982.        | Јужна стаза                              |                              |
| 1982.        | Вариола вера                             | магистар Јовановић           |
| 1983.        | Тераса                                   | Иван, лекар                  |
| 1983.        | Карађорђева смрт                         | Милош Обреновић              |
| 1983.        | Још овај пут                             | Максић „Макс“                |
| 1983.        | Игмански марш                            | Доктор                       |
| 1984.        | Улични певачи                            |                              |
| 1984.        | Крај рата                                | Бора Живаљевић               |
| 1985.        | Ада                                      |                              |
| 1985.        | Јагоде у грлу                            | Ушке                         |
| 1986.        |                                          |                              |
| 1987.        | Видим ти лађу на крају пута              | Драган                       |
| 1987.        | Waitapu                                  | Инспектор Миле Пашић         |
| 1987.        | Преполовљени (ТВ филм)                   |                              |
| 1987.        | Човек у сребрној јакни                   |                              |
| 1987.        | Догодило се на данашњи дан               | инспектор                    |
| 1988.        | Портрет Илије Певца                      | Душан Голић                  |
| 1988.        | Чавка                                    | Профин отац                  |
| 1988.        | Заборављени                              | Тунгијев отац                |
| 1987−1988.   | Вук Караџић                              | Милош Обреновић              |
| 1988.        | Балкан експрес 2                         | Попај                        |
| 1989.        | Специјална редакција                     | Милош Кнежевић               |
| 1989.        | Хамбург Алтона                           | Шлепер                       |
| 1989.        | Сабирни центар                           | Иван                         |
| 1989.        | Балкан експрес 2                         | Попај                        |
| 1990.-те     |                                          |                              |
| 1990.        | Заборављени                              | Тунгијев отац                |
| 1990.        | Народни посланик                         | Јеврем Прокић                |
| 1990.        | Колубарска битка                         | Лука Бог                     |
| 1990.        | Свето место                              | Господар Жупански            |
| 1991.        | Брод плови за Шангај                     | Мирјанин отац                |
| 1991.        | Глава шећера                             | Радан Радановић              |
| 1991.        | Вера Хофманова                           | Илија, зубни техничар        |
| 1991.        | Видео јела, зелен бор                    | Радован                      |
| 1991.        | Мој брат Алекса                          | Брат Перо                    |
| 1992.        | Увод у други живот                       | Бивши капетан Родин          |
| 1992.        | Девојка с лампом                         | специјални гост              |
| 1992.        | Кнедле са шљивама                        | Станко Зец                   |
| 1992.        | Злостављање                              | Андрија Зерековић            |
| 1992.        | Алекса Шантић                            | Брат Перо                    |
| 1993.        | Боље од бекства                          | Тале                         |
| 1994.        | Голи живот                               | Светко Пандуревић            |
| 1994.        | Ни на небу, ни на земљи                  | Крста                        |
| 1995.        | Крај династије Обреновић                 | краљ Милан Обреновић         |
| 1997.        | Расте трава                              | Др. Михајло Јанковић         |
| 1996−1997.   | Горе доле                                | Радован Потековић „Теча“     |
| 1997.        | Балканска правила                        | Баја                         |
| 1998.        | Зла жена                                 | Срета                        |
| 1998.        | Лајање на звезде                         | Слободан Лазаревић           |
| 1998.        | Џандрљиви муж                            | Срета                        |
| 1998.        | Буре барута                              | Димитрије                    |
| 1999.        | Мејдан Симеуна Ђака                      | Давид Штрбац                 |
| 1999.        | Нож                                      | Халил „Сиктер“ Ефендија      |
| 2000.-те     |                                          |                              |
| 2000.        | Рат уживо                                | Милета                       |
| 2000.        | Тајна породичног блага                   | Паја Пандуровић Трошак       |
| 2001.        | Нормални људи                            | Николин ујак                 |
| 2001.        | Породично благо                          | Паја Пандуровић Трошак       |
| 2001−2002.   | Породично благо 2                        | Паја Пандуровић              |
| 2003.        |                                          |                              |
| 2004.        | Живот је чудо                            | Вељо                         |
| 2004.        | Стижу долари                             | Горчило Вељковић             |
| 2006.        | Живот је чудо (ТВ серија)                | Вељо                         |
| 2005−2006.   | Стижу долари 2                           | Горчило Вељковић             |
| 2007.        | Завет                                    | Живојин Марковић             |
| 2010.-те     |                                          |                              |
| 2012.        | Шешир професора Косте Вујића             | Коста Вујић                  |
| 2013.        | Шешир професора Косте Вујића (ТВ серија) | Коста Вујић                  |
| 2013.        | Кругови                                  | Ранко                        |
| 2015.        | Чизмаши                                  | Мајор/Пуковник Чича Миљковић |
| 2016.        | Santa Maria della Salute (филм)          | Архимандрит Гаврило          |
| 2017.        | Santa Maria della Salute (ТВ серија)     | Архимандрит Гаврило          |
| 2018.        | Јужни ветар                              | Црвени                       |
| 2019.        | Жмурке (серија)                          | стари лекар                  |
| 2019 - 2020. | Државни службеник (серија)               | Смиљан Вучетић               |
| 2019.        | Јунаци нашег доба                        | Петар Лазовић - чика Пера    |
| 2020.-те     |                                          |                              |
| 2020.        | Јужни ветар (серија)                     | Црвени                       |
| 2021.        | Јужни ветар 2: Убрзање                   | Црвени                       |
| 2022.        | Кључ (филм из 2022)                      | Деда                         |
| 2023.        | Јужни ветар: На граници                  | Слободан Остојић - Црвени    |